# チャールズ・チャップリン・シニア
チャールズ・チャップリン・シニア（Charles Chaplin, Sr., 1863年3月18日 - 1901年5月9日）は、イギリスにおいて1890年代に、ミュージックホールを中心に活躍した舞台俳優。喜劇王チャールズ・チャップリン（以降チャーリー）の実父でもある。

## 生涯

### 前半生
チャールズ・チャップリン・シニアは1863年3月18日、ロンドン・メリルボーン区オーカス・ストリート22番地にて生まれる。肉屋を営む父スペンサー・チャップリンと母エレン・エリザベスの間の二男として生まれ、一介の労働者階級に身を置いていた。チャールズの幼年期から青年期については不明であるが、少なくとも芸人ではなかった。1885年、22歳のチャールズは19歳のハンナ・ハリエット・ペドリンガム・ヒルと結婚。ハンナはこの結婚の14週間前に、シドニー・ジョン（以降シドニー）を出産したばかりであった。1889年4月16日、ハンナはのちの喜劇王チャーリーを出産。1891年ごろに別居をするが、法的には1901年にチャールズが亡くなるまで結婚生活は継続していた。

### 舞台俳優
結婚当時は芸事とは無縁であったチャールズではあったが、1886年にハンナが舞台女優としてデビューしたあとの1887年6月20日、チャールズはポリー・ヴァラエティ・シアターの舞台に立つが、これが俳優チャールズの確かな記録の最初である。キャリア初期は物まねをメインに据えていたが、間もなく歌手として人気を得るようになる。チャールズは舞台において女たらし、伊達男といったキザな役どころ、また家賃を催促する家主、泣き止まない赤ん坊、口うるさい義母や妻といった「家庭で起こりうるさまざまな問題」を抱えた亭主や父親の役を主に演じた。チャールズが明確に成功した俳優の一人となったと言えるのは1890年ごろからで、フランシス・デイ・アンド・ハンター社が刊行する楽譜の表紙に1896年までの間に数多く登場している。ダン・レーノやハーバート・キャンベルといった当時の大スターと肩を並べたというわけではないが、俳優が楽譜の表紙に載せてもらえるというのは一種のステータスであり、チャールズは「有望株」とみなされて1890年中には『教会の鐘が鳴ったら』 (As the Church Bells Chime) 、『普段の生活』 (Everyday Life) および『そうだな、みんな』 (Eh, Boys?) の3曲の楽譜が出版された。
楽譜が出版された1890年には、チャールズはミュージックホールの一座の一人としてアメリカ合衆国を巡業し、8月から9月にかけてニューヨークのユニオン・スクエア・シアターの舞台に立った。また、『若くてかわいい少女』 (The Girl Was Young and Pretty) は、チャールズのヒットソングの一つとなっていた。1897年ごろからは地方回りの俳優となっていたが、翌1898年にはレスターのニュー・エンパイア・パレス・シアターの公演で「レスターきっての人気者の華々しい帰還」と銘打たれた主演を張っていた。記録上最後に確認されるチャールズの公演は、1900年9月にウォラム・グリーンのグランビル・シアターでの舞台であった。

### 私生活

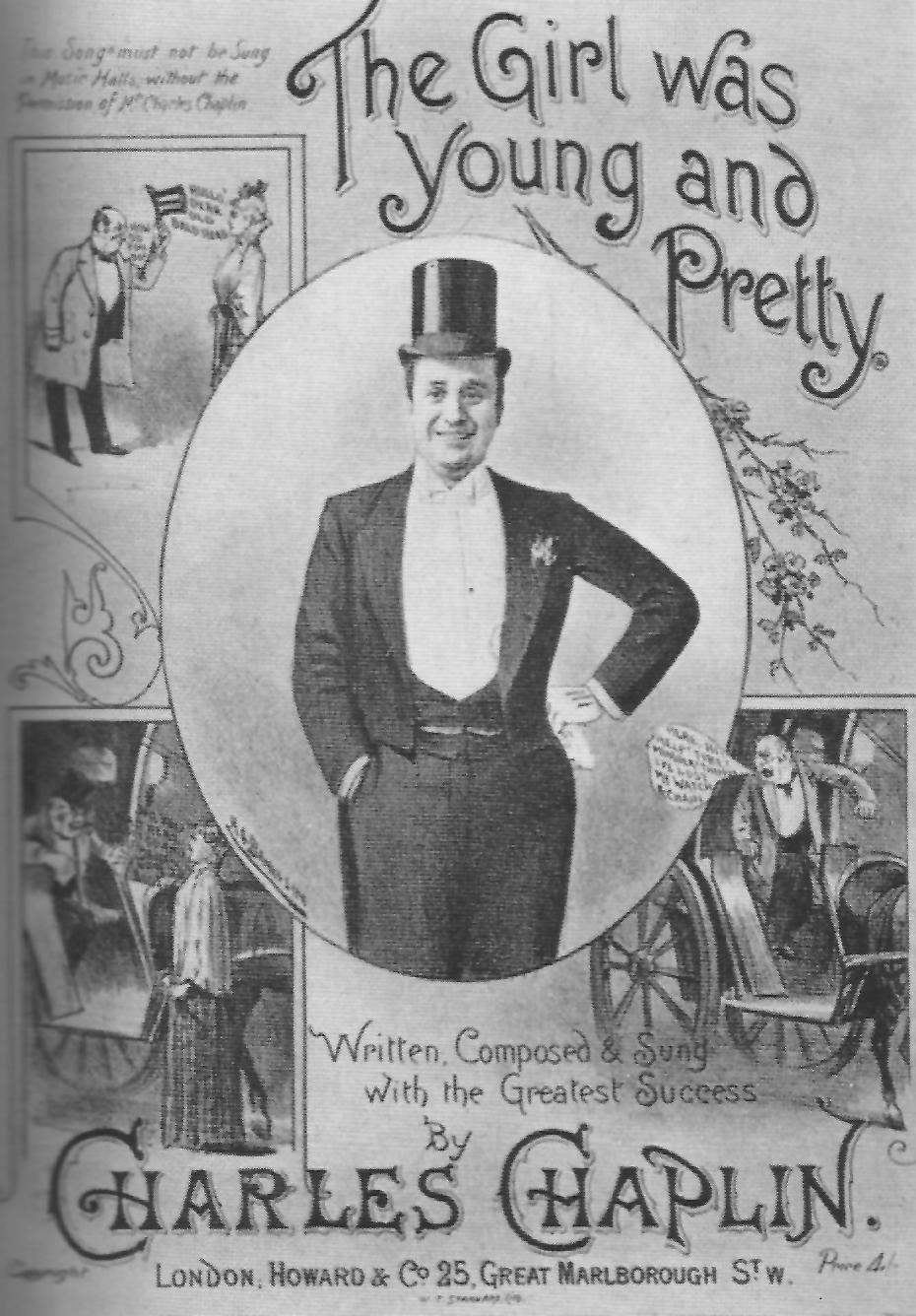
『若くてかわいい少女』の楽譜表紙

アメリカ巡業のころ、ハンナはチャールズの芸人仲間で、やはり人気の出ていたレオ・ドライデンと不倫関係になった。チャップリンの伝記を著した映画史家のデイヴィッド・ロビンソンは、チャールズのアメリカ巡業が「結婚生活を決定的破局に導いた」と論じている。このころからチャールズから家庭への仕送りは途絶えることとなり、ハンナは1892年8月31日にシドニーとチャーリーの異父弟にあたる3人目の男子ジョージ・ウィーラー、のちにチャーリーの片腕となるウィーラー・ドライデンを出産した。以降、チャールズのいない家庭は貧しさにあえぐこととなり、やがてハンナは精神的な病気を患い、1896年6月の末にランベスの矯正院に収容されることとなった。ハンナが収容されたことにより、シドニーとチャーリーは、クロイドンやハンウェルにある孤児を対象とした学校に通うようになった。ハンナの精神状態は波のようなもので、1898年9月には悪い兆しが見えて精神病院に入院させられていたものの、2か月後の11月には退院している。
その間、チャールズは他の女性と住んでいたようだが、シドニーとチャーリーがハンウェルの学校への通学を開始するにあたり、救貧委員会の呼び出しを受けてシドニーとチャーリーを引き取るよう要請される。ところが、チャールズは自分の子であるチャーリーはともかく人様の子であるシドニーの面倒は見られないと反論して救貧委員会との論戦を繰り広げ、そこにハンナも出頭してチャールズの不実を訴えれば、チャールズは逆にハンナの不倫関係を暴露するなど一騒動に発展してしまった。最終的にはチャールズが週15シリングの扶養料を入れることが決定されたが、間もなく扶養料の納入は途絶えた。1897年5月29日には、当時はパブを経営していた父スペンサーが亡くなり、遺書でチャールズに一定期間パブを経営したあとは売却して、その金で子どもを養育するよう記したが、チャールズはこの遺書を握りつぶした。また、チャールズは扶養料の納入を依然踏み倒していたが、救貧委員会からの二度にわたる令状によって最初は兄スペンサー・チャップリン・ジュニアがチャールズに代わって未納分44ポンド8シリングを支払い、二度目はチャールズ自身が5ポンド6シリング3ペンスの未納扶養料を支払った。

### 晩年
1898年7月の時点でチャールズはケニントンに住んでいたが、扶養料の未納問題が再燃して救貧委員会が再び介入し、シドニーとチャーリーを引き取ることとなった。このころ、チャールズはルイーズという女性と同棲しており、2人の間には男子が1人あった。このルイーズはシドニーを毛嫌いしており、シドニーとチャーリーは2か月でチャールズのもとから離れる羽目となった。チャールズは酒におぼれるようになって、酔って家に帰宅することが日常的となっていた。同棲生活は決してうまくいっているというわけではなく、後年のチャーリーの回想では夫婦げんかが頻繁に起こっていたという。同じ年の11月、チャーリーは「エイト・ランカシア・ラッズ」の一員となって役者への道を正式に歩み始め、シドニーも汽船のスチュワードとなってささやかな収入があった。それとは対照的にチャールズの酒浸りの生活は、ついに肝硬変と浮腫を患う結末となって死が現実のものとなった。チャーリーはチャールズが亡くなる数週間前にケニントンの酒場の隅の席でボロボロにやつれ、ナポレオン・ボナパルトのように片手をチョッキの中に入れていたチャールズの姿を見て驚いたが、チャールズは成長したチャーリーの姿を見て大喜びし、抱擁とキスをした。1901年4月29日、チャールズは重態となってランベスのセント・トーマス病院に担ぎ込まれた。入院中はハンナに対して「アフリカで生活の蒔き直しをしたい」とこぼしていたが、ハンナに「喜ばせようと言っているだけだ」と看破されていた。担ぎ込まれてから10日ばかり経った5月9日、チャールズは38歳で死去した。
チャールズが亡くなった際の死亡証明書ではハンナが通告者とされたが、チャールズの最後の住所とハンナの現住所は同一地であった。ささやかな収入があってもハンナにチャールズの葬儀の費用はすべては工面できず、一時は慈善基金による葬儀も模索されたがチャールズの親族が「屈辱だ」と言って反対していた。偶然にもチャールズの弟で、トランスヴァールで軍馬の生産牧場を経営していたアルバート・チャップリンに大きな収入があり、チャールズが亡くなった当時ロンドン滞在中であったアルバートが費用を出してくれたおかげで、何とか自前の葬儀を行うことができた。チャールズの葬儀は5月13日に行われ、降りしきる雨の中、トゥーティングの貧民墓地に埋葬された。
チャールズは舞台役者としての実績では、ほんの一瞬しか輝かなかったハンナのはるか上を行っていたが、チャーリーに対する影響力としては、チャーリー曰く「世界一のパントマイム芸人」ハンナの後塵を拝している。それでもチャーリーは、チャールズについて「黒い瞳のふさぎがちな物静かな男」と回想している。チャップリン研究家の大野裕之は、1952年製作の『ライムライト』でチャーリー演じるカルヴェロの、特に酒浸りの部分はチャールズをモデルにしていると述べている。その一方でロビンソンは、チャールズの顔立ちはチャーリーとはさほど似ていないとし、また1992年公開のリチャード・アッテンボロー監督による伝記映画『チャーリー』にチャールズは登場していない。